# Qeschm (Verwaltungsbezirk)
Qeschm (persisch شهرستان قشم) ist ein Schahrestan in der Provinz Hormozgan im Iran. Er enthält die Stadt Qeschm, welche die Hauptstadt des Verwaltungsbezirks ist. Der Bezirk besteht aus mehreren Inseln an der Straße von Hormus, die größte davon ist Qeschm.

## Kreise
- Zentral (بخش مرکزی)
- Schahab (بخش شهاب)
- Hormus (بخش هرمز),

## Demografie
Bei der Volkszählung 2016 betrug die Einwohnerzahl des Schahrestan 148.993. Die Alphabetisierung lag bei 90 Prozent der Bevölkerung. Knapp 45 Prozent der Bevölkerung lebten in urbanen Regionen.
| Zensusjahr | Einwohnerzahl |
| ---------- | ------------- |
| 2011       | 117.774       |
| 2016       | 148.993       |